# Глория Скотт
«Глория Скотт» (англ. The Gloria Scott) — рассказ сэра Артура Конан Дойля о лондонском детективе Шерлоке Холмсе, вошедший в сборник «Воспоминания Шерлока Холмса» (1894). В рассказе описано первое дело Холмса, которое стало отправной точкой в карьере великого сыщика.

## Сюжет
Холмс показывает своему другу, доктору Ватсону, записку странного содержания. На первый взгляд она представляет собой бессмысленный набор фраз. Однако Холмс сообщает, что записка стала причиной сердечного удара у «крепкого пожилого человека». В ответ на просьбу заинтересованного Ватсона Холмс рассказывает ему все обстоятельства дела (далее повествование ведётся от лица Холмса).

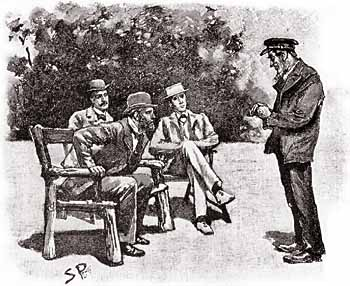
Справа налево: Хадсон, Холмс, Виктор Тревор и его отец. Иллюстрация Сидни Паджета.

Ещё будучи студентом колледжа, Шерлок Холмс принимает предложение приятеля, Виктора Тревора, провести каникулы у его отца в местечке Донифорп (графство Норфолк). Там Холмс коротает время, развлекаясь охотой, портвейном и применяя дедуктивный метод на старике Треворе. После первой же пробы становится ясно, что прошлое хозяина дома имеет немало таинственного. Между старым Тревором и Холмсом возникает отчуждение; в конце концов Холмс решает уехать.
В день отъезда Холмса в Донифорпе появляется знакомый Тревора, некто Хадсон — довольно неприятный тип. Он становится садовником в доме Тревора.
Через два месяца Холмс получает телеграмму от Виктора Тревора с просьбой вернуться в Донифорп. Там он узнаёт, что старый Тревор при смерти; когда Холмс приезжает к нему домой, тот уже мёртв. Виктор рассказывает Холмсу о наглом поведении Хадсона и о непонятной записке, полученной старым Тревором от его друга, некоего Бедоза, после которой у старика и случился удар. Холмс находит предсмертное письмо покойного — оно проливает свет на все загадочные и трагические события в семье Треворов.
Оказывается, Тревора-старшего в молодости звали Джеймс Армитедж. Он был осужден за растрату банковских денег и отправлен на каторгу в Австралию, на судне «Глория Скотт». На корабле вспыхнул мятеж под руководством опаснейшего преступника Джека Прендергаста. Часть экипажа и конвоя были перебиты, часть — захвачена в плен. Некоторые из осужденных, в том числе Армитедж и Иванс (ставший позднее Бедозом), не желая брать грех на душу, отказались участвовать в казни пленных и покинули судно на шлюпке. Спустя некоторое время, во время расправы, первый помощник капитана, вырвавшись из пут, взорвал бочку с порохом, в результате чего «Глория Скотт» и все бывшие на ней люди погибли. Все, кроме матроса Хадсона, который выжил и спустя много лет явился к Тревору-Армитеджу и Бедозу-Ивансу с целью шантажа.

## Интересные факты
- В рассказе указано, что события на «Глории Скотт» произошли в 1855 году. При этом здесь же несколько раз повторяется, что со времени гибели «Глории Скотт» до смерти Тревора прошло тридцать лет или чуть больше (это, в частности, документально зафиксировано в собственноручной исповеди Тревора, которую Холмс показал Ватсону). Следовательно, основное действие рассказа происходит не ранее 1885 года. Но Ватсон познакомился с Холмсом в 1881 году (см.: Этюд в багровых тонах), и к этому времени Шерлок Холмс уже был состоявшимся сыщиком. Это значит, что либо дело о смерти Тревора было на самом деле не первым делом Холмса, либо что исповедь Тревора — подделка, написанная в конце 1880-х годов. Либо "тридцать лет" - ошибка автора и на самом деле следует читать "20 лет". Возможно, Холмс мистифицирует доверчивого Ватсона.
- Текст пресловутой записки, убившей Тревора, гласил: «С дичью дело, мы полагаем, закончено. Глава предприятия Хадсон, по сведениям, рассказал о мухобойках все. Фазаньих курочек берегитесь». Другой перевод: «Игра удалась. Партия закончена. Старый гусь Хадсон получил указания, рассказал про улов все. От лис спасайте фазанов и свою не забудьте жизнь».
- Упоминание о том, что около университетской капеллы Холмса укусила собака Виктора Тревора (начало «Глории Скотт»), послужило основанием для того, чтобы считать Кембридж альма-матер Холмса: в Оксфорде в конце XIX века держать собак было запрещено[2].